# ラーメンスタジアム

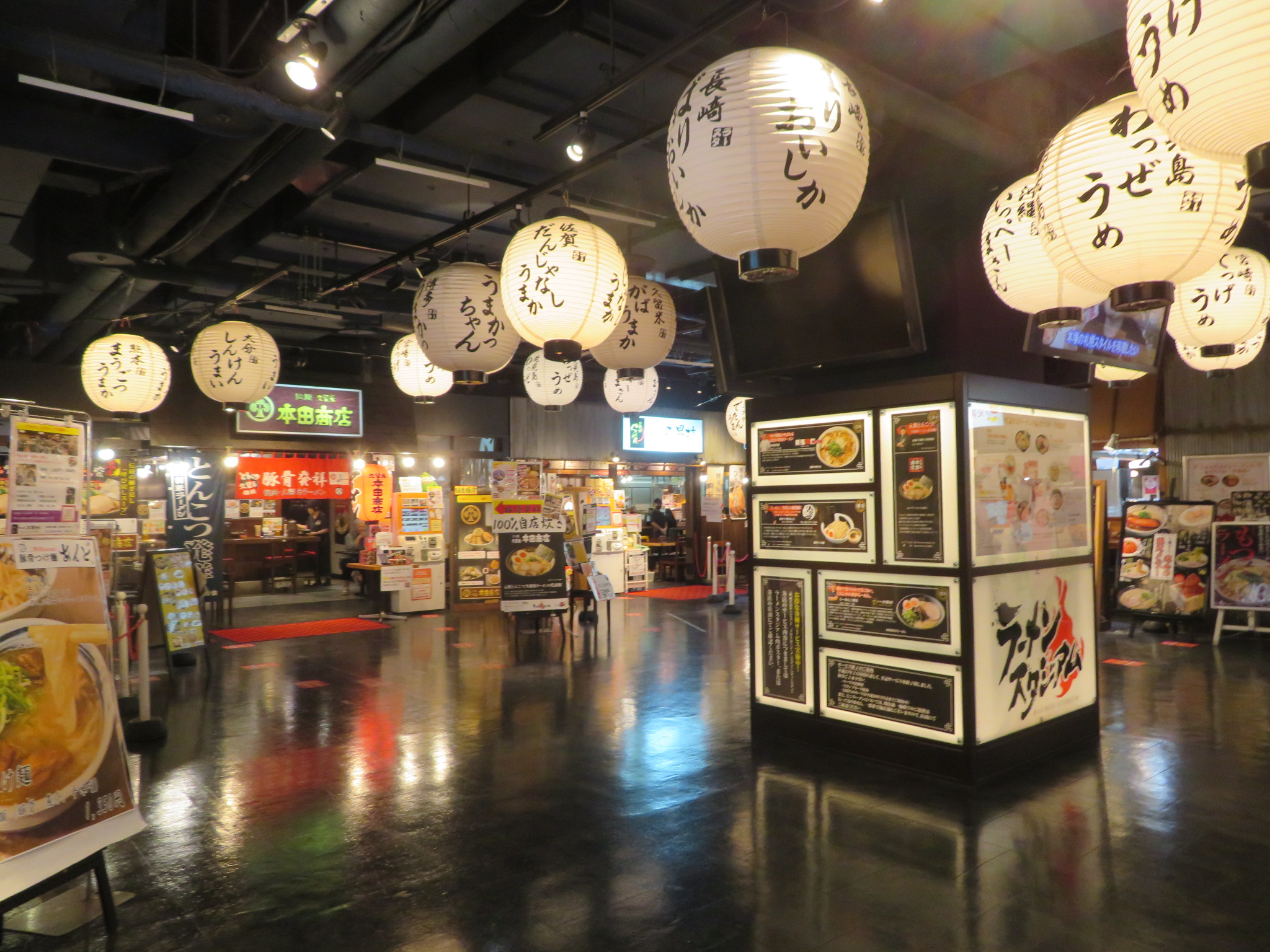
ラーメンスタジアム

ラーメンスタジアムは、福岡県福岡市博多区のキャナルシティ博多5階にあったフードテーマパークである。略称はラースタ。新横浜ラーメン博物館のコンセプトを踏襲し、日本各地のご当地ラーメン店舗を揃えている。2001年12月に「ラーメンスタジアム」の名で開始し、1店舗の出店期間6ヶ月または1年の契約で店舗の入替を行っていたが、2005年に「ラーメンスタジアム2」となり、その後再び2010年に「ラーメンスタジアム」となった。
「2」以降はラーメン愛好家参加型のテーマパークとなり、人気店は残り不人気店は入替されるシステムが導入された。これにより、年に数回、2 - 3店舗が入れ替わることとなったが、人気は九州内の店舗や豚骨ラーメンを提供する店に集中し、これらの豚骨ラーメン店が入れ替わらないのに対し、非九州地域からの店舗は頻繁に入れ替わっており、全国的に有名なラーメン店であっても早々に撤退してしまうことがある。
博多地区と天神の中間という立地や、商業施設であるキャナルシティ博多内に設置されていることから、週末には県外や国外からの来場者もある。
店舗入替は2 - 3月、6月、10月頃に行われ、退店店舗は「卒業」という形で退店をPRする。退店の際、店舗によってはラーメンスタジアム歴代売上順位が公表される。また、店舗によっては不人気という理由ではなく、福岡市内に単独店舗を出店するためにあえて退店する場合もある。
2025年8月31日をもって当面の間休業することが発表された。

## 出店中の店舗
2018年4月現在。本拠地地名は公式サイトの表記に従う。
- 初代 秀ちゃん（博多）
- 拉麺 久留米 本田商店（久留米）
- 札幌らーめん 大地（札幌）
- らーめん二男坊（博多）
- 新福菜館（京都）
- 長浜ナンバーワン（博多）
- 元祖トマトラーメン三味（大名）
- 支那そば ちばき屋（東京）

## 過去に出店した店舗
- 鹿児島ラーメン 復刻食堂（鹿児島）
- 桂花 KEIKA（熊本）
- 一黒丸（博多）
- むつみ屋（北海道）
- 山頭火（旭川） - 2016年に再出店
- 坂内食堂（喜多方）
- 香月（東京）
- 六角家（横浜）
- 風来軒（宮崎）
- 味千（熊本）
- 麺幸（函館）
- 大砲（久留米）
- 青葉（旭川）
- 徳福（徳島）
- 柿岡や（尾道）
- すみれ（札幌）
- 天童（山形）
- くじら軒（横浜）
- ちばき屋（東京）
- 一心不乱（宮崎）
- にゃがにゃが亭（東京）
- 一幸舎（博多）
- 我流風（鹿児島）
- でびっと（東京）
- 通堂（沖縄）
- いちや（東京）
- 宝屋（京都）
- みすゞ（帯広）
- 河むら（釧路）
- 初代だるま（博多）
- 好来（熊本）
- 新福菜館（京都）
- 白樺山荘（札幌）
- 百麺（東京）
- らーめん オハナ（藤沢）
- 二代目 海老そば けいすけ（東京）
- むらさき食堂（北九州）
- ラーメン龍の家（久留米）
- 拉麺 劉（熊本）
- 中華そば 郷家（福岡）
- 気むずかし家（長野）
- 六厘舎（東京）
- 東池袋大勝軒（東京）
- 裏秀（秀ちゃんラーメン）（博多）
- 羽釜屋（大阪）
- 梅光軒（旭川）
- 博多元助（博多）
- 支那そば 勝丸（東京）
- 信濃神麺 烈士洵名（長野）
- さっぽろ 純連（札幌）
- 中華そば 渕（東京）
- らーめん 二男坊（福岡）
- ラーメン凪 SELECTION（東京）
- 麺家 いろは（富山）
- ばりき家（東京）
- 陽林軒（北九州）
- 島系（福岡）
- 大明担担麺（重慶）
- かもめ食堂（気仙沼）
- 元祖 名島亭（長浜）

## 所在地・営業時間
- 住所：福岡県福岡市博多区住吉1丁目2番 キャナルシティ博多・シネマビル5F
- 営業時間：11:00 - 23:00（年中無休）